# Freya von Korff
Freya Beatrice Maria Gräfin von Korff, genannt Schmising-Kerssenbrock (* 30. Dezember 1986 in Hamburg) ist eine deutsche Schriftstellerin und Juristin.

## Leben
Als Tochter des Rechtsanwalts und Politikers Trutz Graf Kerssenbrock (* 1954) und der ehemaligen NDR-Rundfunkrätin Dagmar, geb. Steinbrink (* 1959), wuchs Freya Gräfin von Korff in Kiel auf und besuchte dort die Schule. Seit ihrer Kindheit begeisterte sie sich für Fantasy-Literatur und begann bereits im Alter von 13 Jahren schriftstellerisch tätig zu werden. Ihren Debütroman veröffentlichte sie im Alter von 15 Jahren. Sie war damit eine der jüngsten Schriftstellerinnen Deutschlands.
Ihre ersten Romane kreisen um die Heldin Selina Albion und richten sich an eine jugendliche Zielgruppe.
Freya von Korff studierte Rechtswissenschaften in Kiel, promovierte im Dezember 2014 an der Universität Trier bei Alexander Proelß zum Thema Die Legitimation der Medien nach dem Grundgesetz: zur verfassungsrechtlichen Stellung von Rundfunk und Presse im Zeitalter von Social Media . Nach dem Referendariat arbeitete sie zunächst als Richterin am Verwaltungsgericht Stade. Inzwischen ist sie am Verwaltungsgericht in Schleswig tätig und fungiert dort als stellvertretende Pressesprecherin.
Korff ist verheiratet und hat zwei Kinder. Sie ist außerdem Mitglied in der CDU, wo sie die Hamburger Spitzenkandidatin für die Europawahl 2024 war.

## Werke
- Jenseits der Zauberweiden, Piper Verlag, München 2004, ISBN 3-492-70037-3
- Die Reise nach Antaria, Piper Verlag, München 2005, ISBN 3-492-70038-1
- Die Legitimation der Medien nach dem Grundgesetz, Peter Lang, Frankfurt a. M. 2015, ISBN 978-3-653-96502-5
- Der Saubermann, epubli, Berlin 2017, ISBN 978-3-7450-2922-2
- Die Krone von Atlantis, epubli, Berlin 2019, ISBN 978-3-7485-5667-1
- Das Erbe von Atlantis, epubli, 2019, ISBN  978-3-7485-5667-1
- Blutschuld, Books on Demand, 2021, ISBN 978-3-7578-1334-5
- Die Prinzessin von Atlantis, Books on Demand, 2022,  ISBN  978-3-7504-9935-5
- Die Götter von Atlantis,  Books on Demand, 2022, ISBN  978-3-7543-1713-6